# Tonalea
Tonalea is een plaats (census-designated place) in de Amerikaanse staat Arizona, en valt bestuurlijk gezien onder Coconino County.

## Demografie
Bij de volkstelling in 2000 werd het aantal inwoners vastgesteld op 562.

## Geografie
Volgens het United States Census Bureau beslaat de plaats een oppervlakte van
25,0 km², geheel bestaande uit land. Tonalea ligt op ongeveer 1724 m boven zeeniveau.

## Plaatsen in de nabije omgeving
De onderstaande figuur toont nabijgelegen plaatsen in een straal van 56 km rond Tonalea.